# 新北國王
新北國王（英語：New Taipei Kings）為臺灣職業籃球隊，以新北市作為球隊所在地，並以會員身份參與台灣職業籃球大聯盟賽事，球隊主場館為新北市立新莊體育館。
新北國王成立於2021年，在2021-22賽季加盟P. LEAGUE+，並在2024年奪下P. LEAGUE+總冠軍，2024-25賽季成為台灣職業籃球大聯盟創始球隊，並在首季獲得台灣職業籃球大聯盟年度總冠軍。

## 歷史

### 2021年
王文祥長子王泉德在家族第三代家庭聚會閒聊時提出籌組球隊的想法，而球隊名字由王文祥女兒發想，取自沙加緬度國王的英文，中文有家族姓氏「王」的意思。
2021年4月30日，P. LEAGUE+（PLG）執行長陳建州在2021-22賽季新球隊加盟意向書繳交期限當天表示，已經收到代表新北市與高雄市兩支球隊的加盟意向書以及企劃書。5月12日，聯盟通過新北市與高雄市球隊第一階段資格審查。5月21日，聯盟通過新北國王與高雄鋼鐵人兩支球隊加盟事宜。5月24日，新北國王宣佈總經理由毛加恩擔任。6月7日，新北國王宣佈由萊恩（Ryan Marchand）擔任總教練。6月24日，「國王育樂股份有限公司」核准設立，董事長為王文祥。
8月13日，新北國王宣佈與新北市政府簽訂冠名合作合約，並表示球隊只會有城市冠名，不會有企業冠名。8月27日，新北國王公佈球隊主Logo與5個副Logo。9月3日，新北國王確定與T1聯盟新北中信特攻共用主場館新北市立新莊體育館。10月26日，新北國王舉行成軍記者會，記者會中正式亮相球隊啦啦隊「Queens」。

### 2022年
2022年4月9日，新北國王確定晉級P. LEAGUE+季後賽。5月27日，新北國王確定例行賽排名第四。6月14日，新北國王以2比3不敵新竹街口攻城獅，無緣晉級總冠軍賽。7月26日，新北國王宣布以複數年合約續約總教練萊恩（Ryan Marchand）。

### 2023年
2023年3月28日，新北國王確定取得P. LEAGUE+季後賽第一張門票。4月30日，新北國王確定拿下例行賽第一名。6月14日，新北國王在總冠軍賽以2比4敗給臺北富邦勇士。

### 2024年
2024年7月9日，新北國王與台灣職業籃球大聯盟（TPBL）其他六支球隊發表聯合聲明。

### 2025年
2025年2月12日，新北國王確定拿下B組第二名晉級東亞超級聯賽（EASL）終極四強賽。3月9日，新北國王在EASL季軍戰以84比80擊敗琉球黃金國王，拿下2024-25賽季季軍。3月26日，新北國王與桃園璞園領航猿宣布共同舉辦2025年亞洲籃球冠軍聯賽東亞區資格賽（2025 BCL Asia – East）臺灣站賽事。4月19日，新北國王確定晉級TPBL季後賽。5月3日，新北國王確定拿下TPBL例行賽第一名。5月6日，新北國王成為第二支球隊確定晉級BCL Asia – East四強賽。5月31日，新北國王在BCL Asia – East季軍戰以74比103不敵雅加達明燈。6月7日，新北國王在TPBL四強賽以4比0擊敗臺北台新戰神，晉級總冠軍賽。6月29日，新北國王在總冠軍賽以4比3擊敗高雄全家海神，奪得2024-25賽季年度總冠軍。7月5日，新北國王宣布總教練萊恩（Ryan Marchand）與助理教練馬克（Mark Coppola）因生涯因素離隊。7月9日，新北國王宣布由派翠克（John Patrick）擔任總教練。7月24日，EASL宣布2025-26賽季參賽球隊新增新北國王。8月7日，新北國王宣布體能助理教練劉政餘與訓練師奇維（Kiwi Gardner）離隊。8月8日，新北國王宣布魏維擔任助理教練。8月12日，新北國王宣布馬賽爾（Lars Masell）擔任助理教練。

## 歷年戰績
以下列出球隊過去在P. LEAGUE+與台灣職業籃球大聯盟的戰績。
| 聯盟總冠軍 | 晉級季後賽 |

| 賽季    | 聯盟 | 例行賽 | 例行賽 | 例行賽 | 例行賽 | 例行賽 | 季後賽                                                                      |
| 賽季    | 聯盟 | 名次   | 已賽   | 勝場   | 敗場   | 勝率   | 季後賽                                                                      |
| ------- | ---- | ------ | ------ | ------ | ------ | ------ | --------------------------------------------------------------------------- |
| 2021-22 | PLG  | 4 / 6  | 30     | 16     | 14     | .533   | 落敗 季後賽首輪（新竹街口攻城獅）2比3                                       |
| 2022-23 | PLG  | 1 / 6  | 40     | 27     | 13     | .675   | 獲勝 季後賽首輪（福爾摩沙台新夢想家）3比1 落敗 總冠軍賽（臺北富邦勇士）2比4 |
| 2023-24 | PLG  | 3 / 6  | 40     | 22     | 18     | .550   | 獲勝 季後賽首輪（福爾摩沙夢想家）4比2 獲勝 總冠軍賽（桃園璞園領航猿）4比1   |
| 2024-25 | TPBL | 1 / 7  | 36     | 26     | 10     | .722   | 獲勝 四強賽（臺北台新戰神）4比0 獲勝 總冠軍賽（高雄全家海神）4比3           |

## 主場館
新北國王從2021年起使用新北市立新莊體育館作為球隊主場。2025年2月12日，東亞超級聯賽主場賽事在臺北市立大學天母校區體育館舉行。

## 外部連結
- 官方网站
- 官方网站
- 新北國王的Facebook專頁
- 新北國王的Instagram帳戶
- 新北國王的Threads
- YouTube上的新北國王頻道